# ヴィットーリア・ファルネーゼ (1618-1649)
ヴィットーリア・ファルネーゼ（Vittoria Farnese, 1618年4月29日 - 1649年8月10日）は、イタリアのファルネーゼ家の公女で、モデナ公フランチェスコ1世・デステの2番目の妻。

## 生涯
パルマ公ラヌッチョ1世・ファルネーゼとその妻で教皇クレメンス8世の族女にあたるマルゲリータ・アルドブランディーニの間の次女として生まれた。モデナ公フランチェスコ1世に嫁いでいた姉のマリーアが1646年に4人の子供を遺して死去すると、義兄の後添えとしてモデナ公爵夫人に迎えられた。2人の結婚式は1648年2月12日に執り行われた。しかしその翌年、公爵夫人は第1子の長女ヴィットーリア（1649年 - 1656年）を出産した際に死去した。フランチェスコ1世は1654年、ルクレツィア・バルベリーニと3度目の結婚をしている。